# 폭스바겐 뉴 비틀

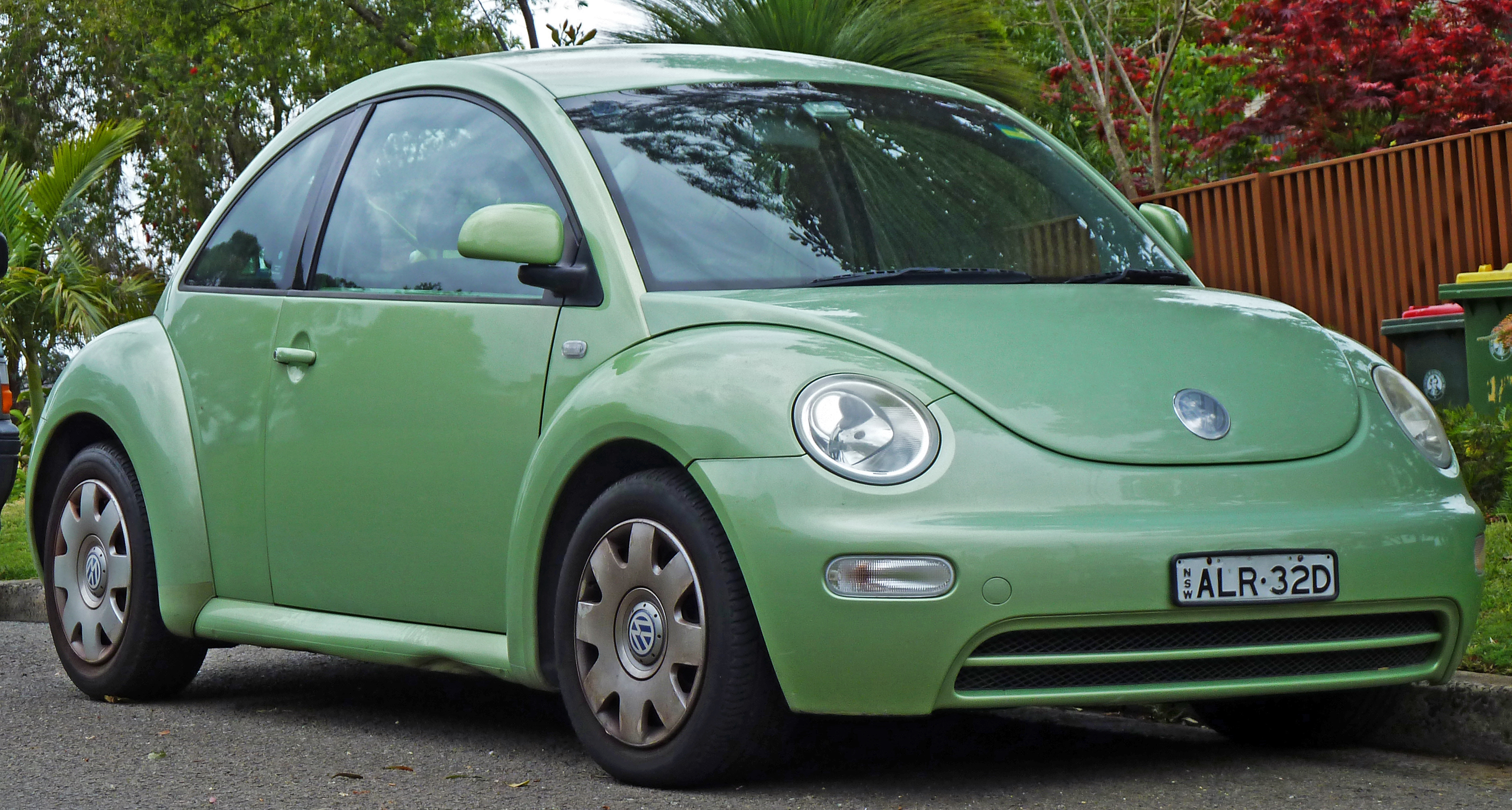
폭스바겐 뉴 비틀(전기형, 오스트레일리아 사양) 정측면

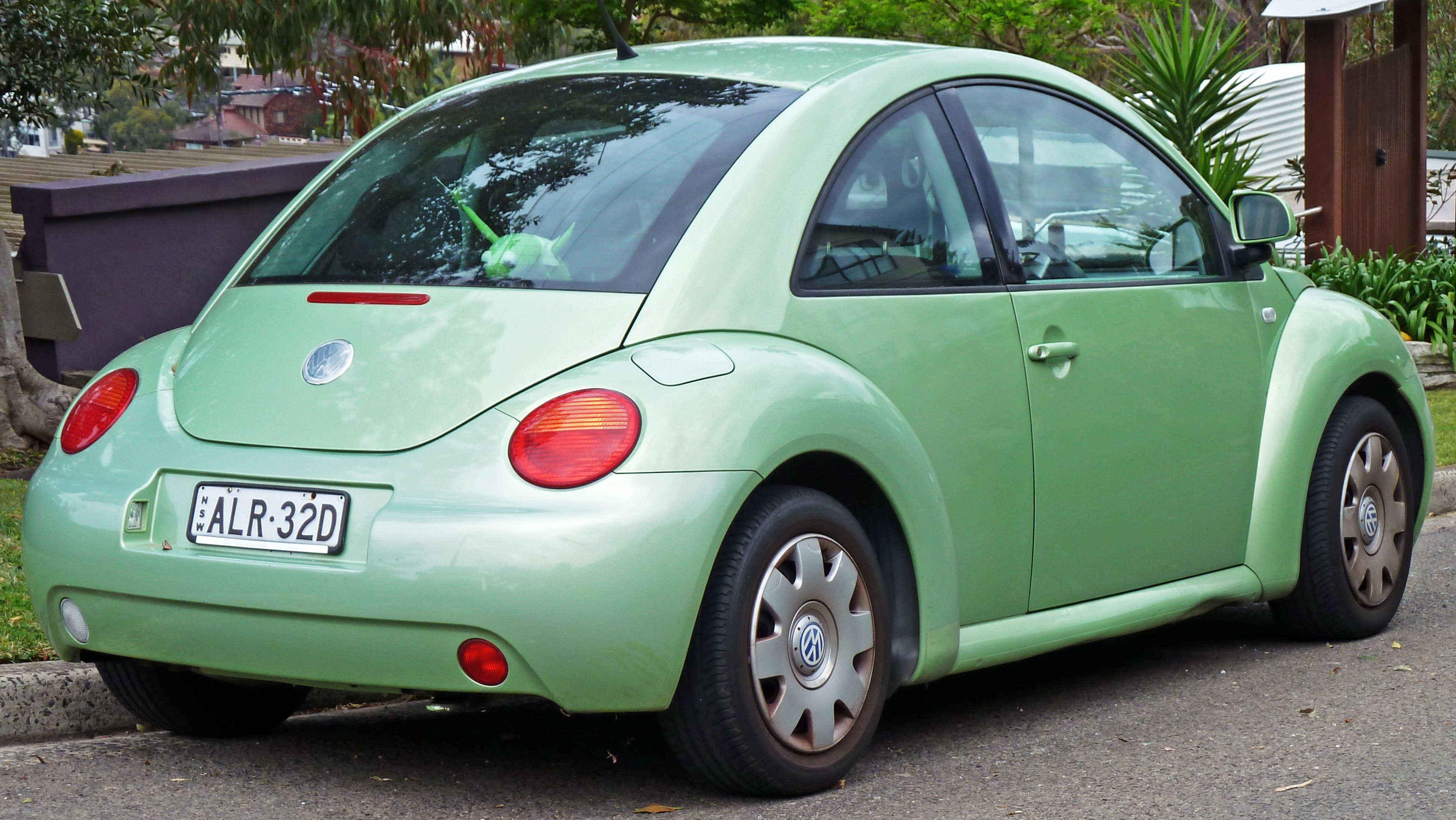
폭스바겐 뉴 비틀(전기형, 오스트레일리아 사양) 후측면

폭스바겐 뉴 비틀(Volkswagen New Beetle)은 1994년에 개최된 북미 국제 오토쇼에서 발표된 컨셉트 카인 컨셉 I이 원형으로, 양산형은 1998년에 발표되었다. 4세대 골프의 플랫폼을 기반으로 설계되었고, 익스테리어는 과거에 생산된 비틀(타입 1)의 원호를 현대적인 느낌으로 계승하였다. 인테리어에서도 계기판과 에어 벤트 등은 원형이고, 운전대 옆에 탈부착이 가능한 꽃병이 달렸다. 생산은 독일 볼프스부르크에서 진행되다가 2000년도에 멕시코 푸에블라에 있는 폭스바겐 공장에서 행해졌으며, 카브리올레의 덮개 부분은 독일에서 배편으로 수송되었다. 비틀(타입 1)의 후륜구동(RR) 레이아웃이 아닌 전륜구동(FF) 레이아웃을 갖추었다. 2005년에 페이스 리프트를 거쳐 범퍼와 램프 등의 디자인이 변경되었다. 2001년부터 2003년까지 250대가 한정 판매된 뉴 비틀 RSI는 오버 펜더, V6 3.2L 엔진, 4륜구동(4WD), 6단 수동변속기, 18인치 OZ 알루미늄 휠 등이 적용되었다. 2011년 7월에 단종되었고, 뉴 비틀은 다시 비틀로 차명이 바뀌면서 풀 모델 체인지를 감행하였다.

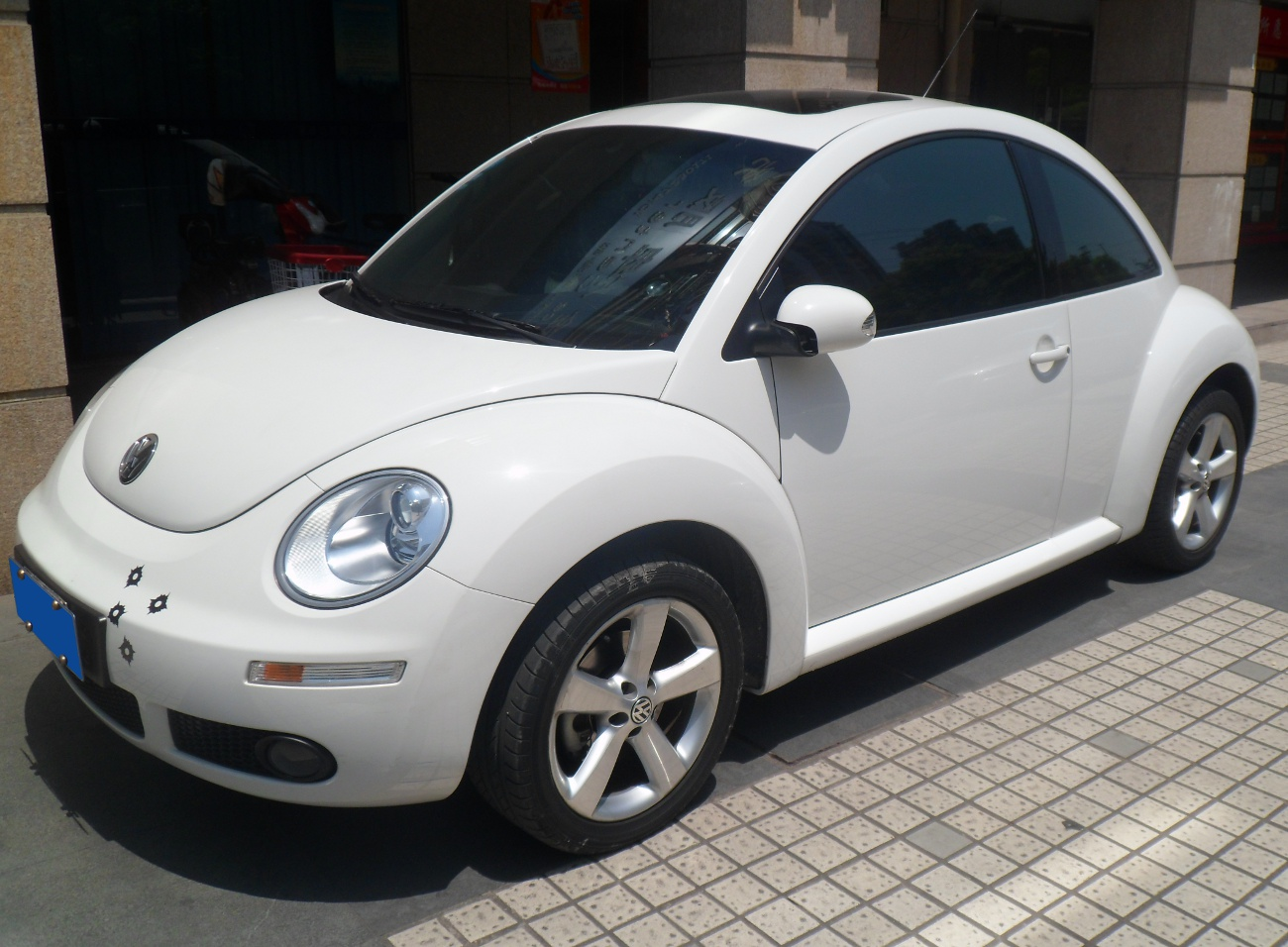
폭스바겐 뉴 비틀(후기형, 중국 사양) 정측면
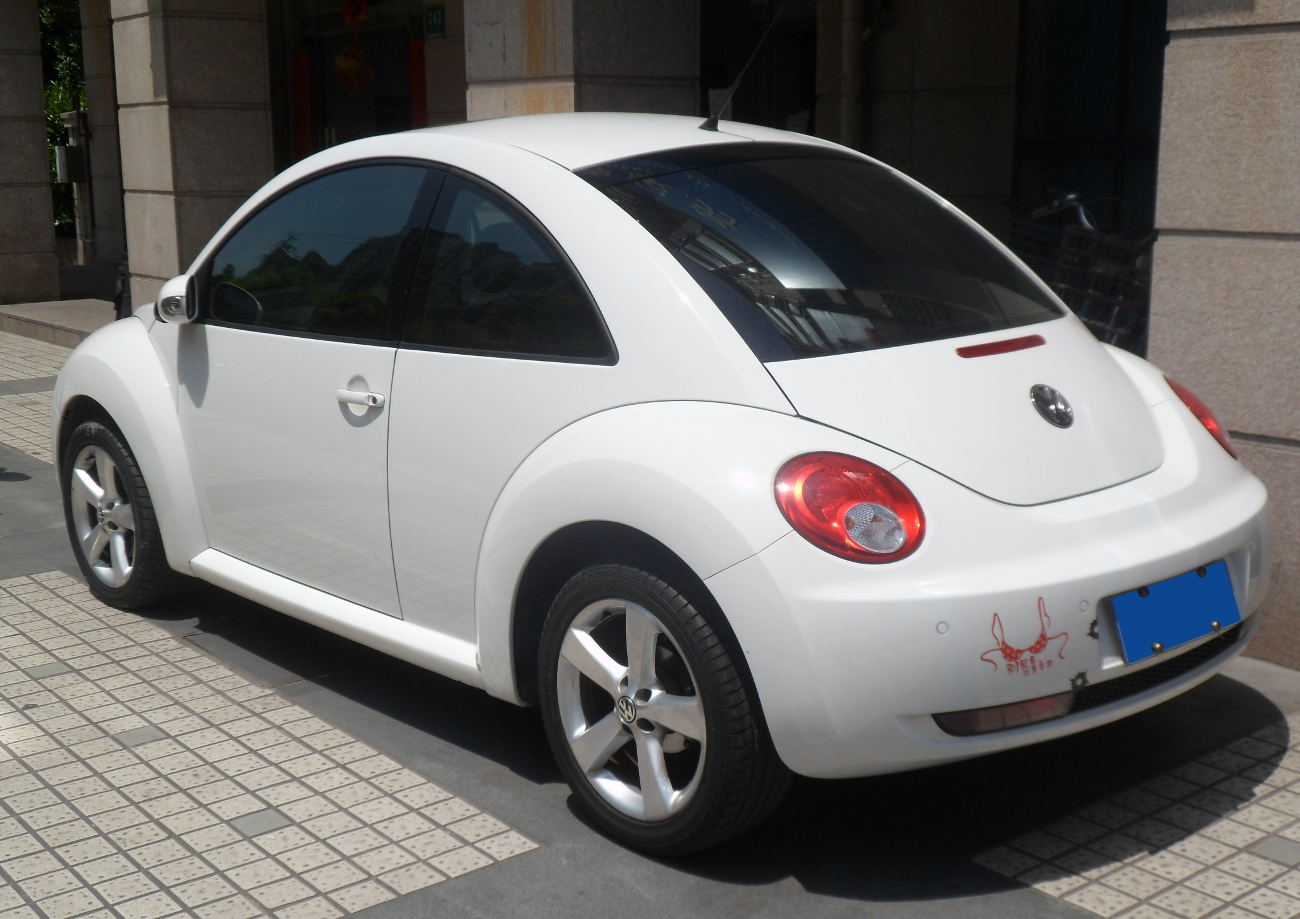
폭스바겐 뉴 비틀(후기형, 중국 사양) 후측면
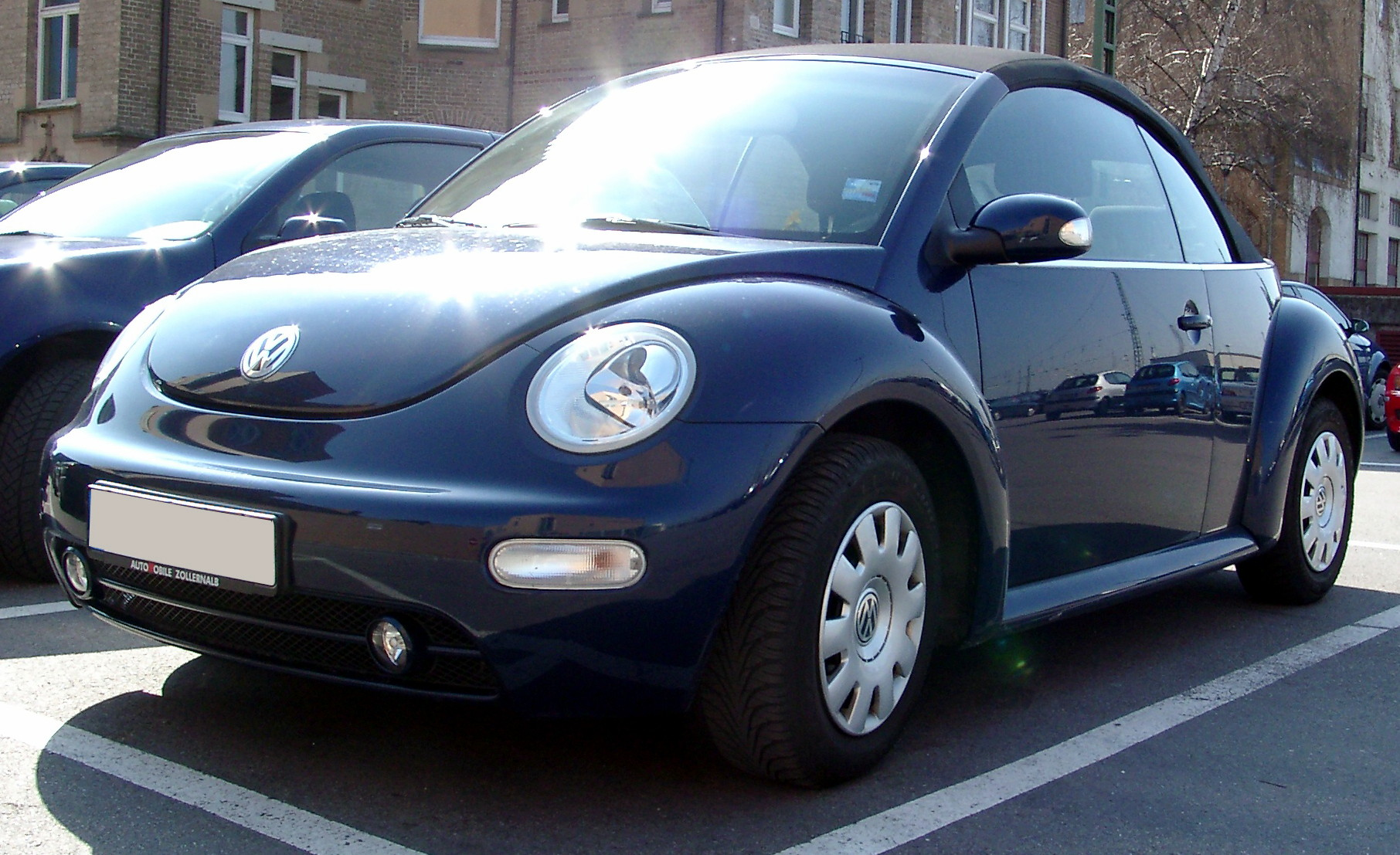
폭스바겐 뉴 비틀 카브리올레(전기형, 유럽 사양) 정측면
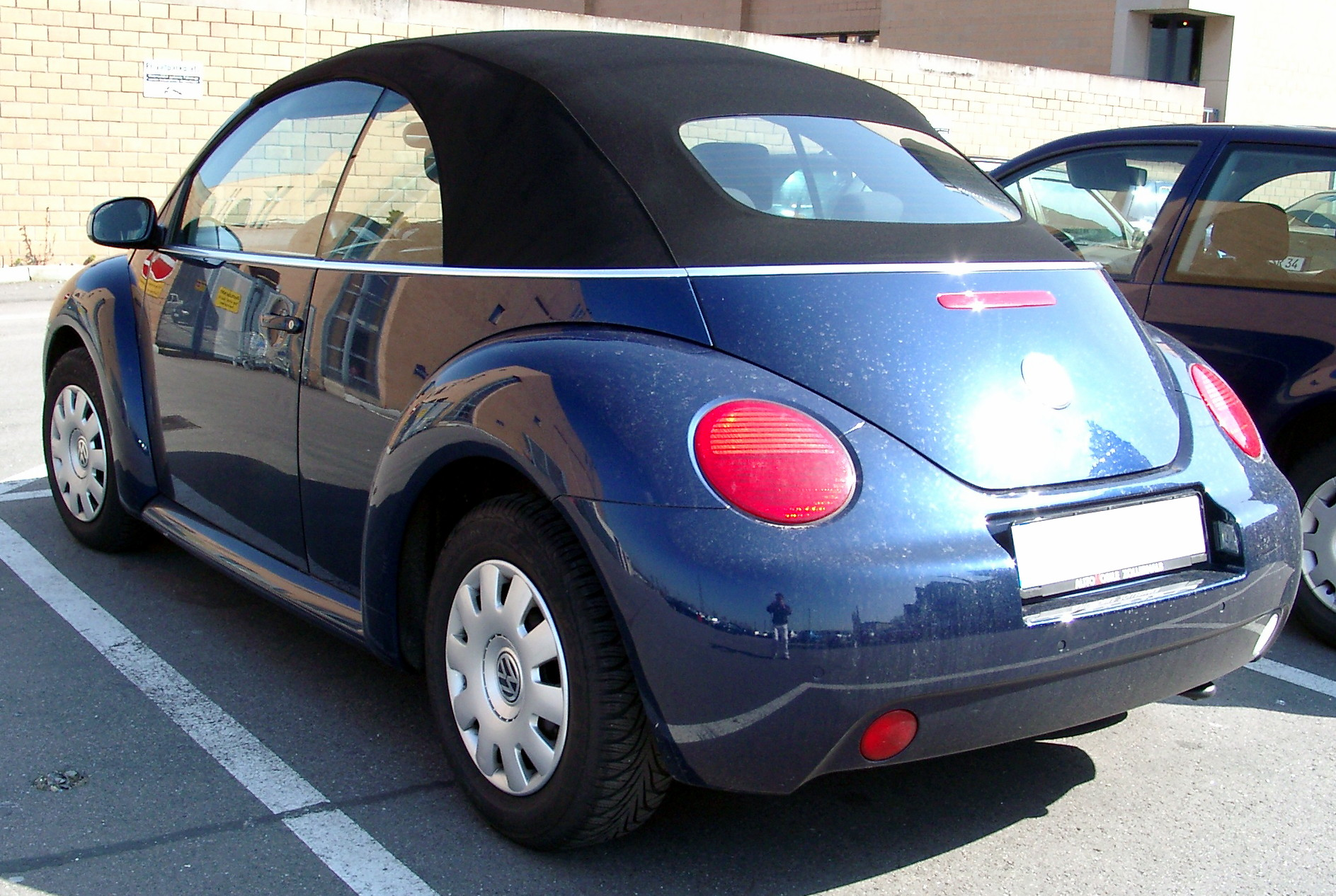
폭스바겐 뉴 비틀 카브리올레(전기형, 유럽 사양) 후측면
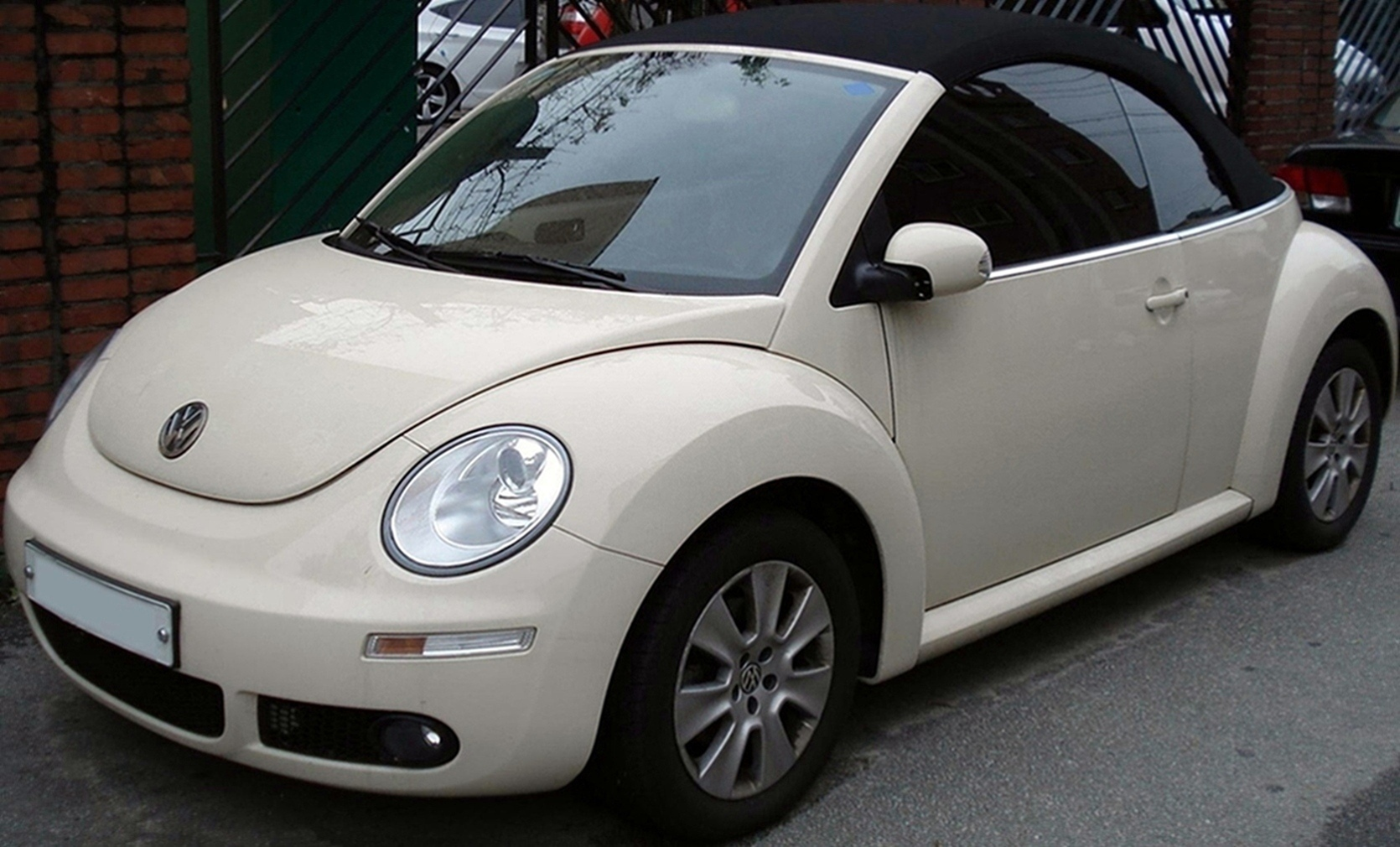
폭스바겐 뉴 비틀 카브리올레(후기형, 대한민국 사양) 정측면
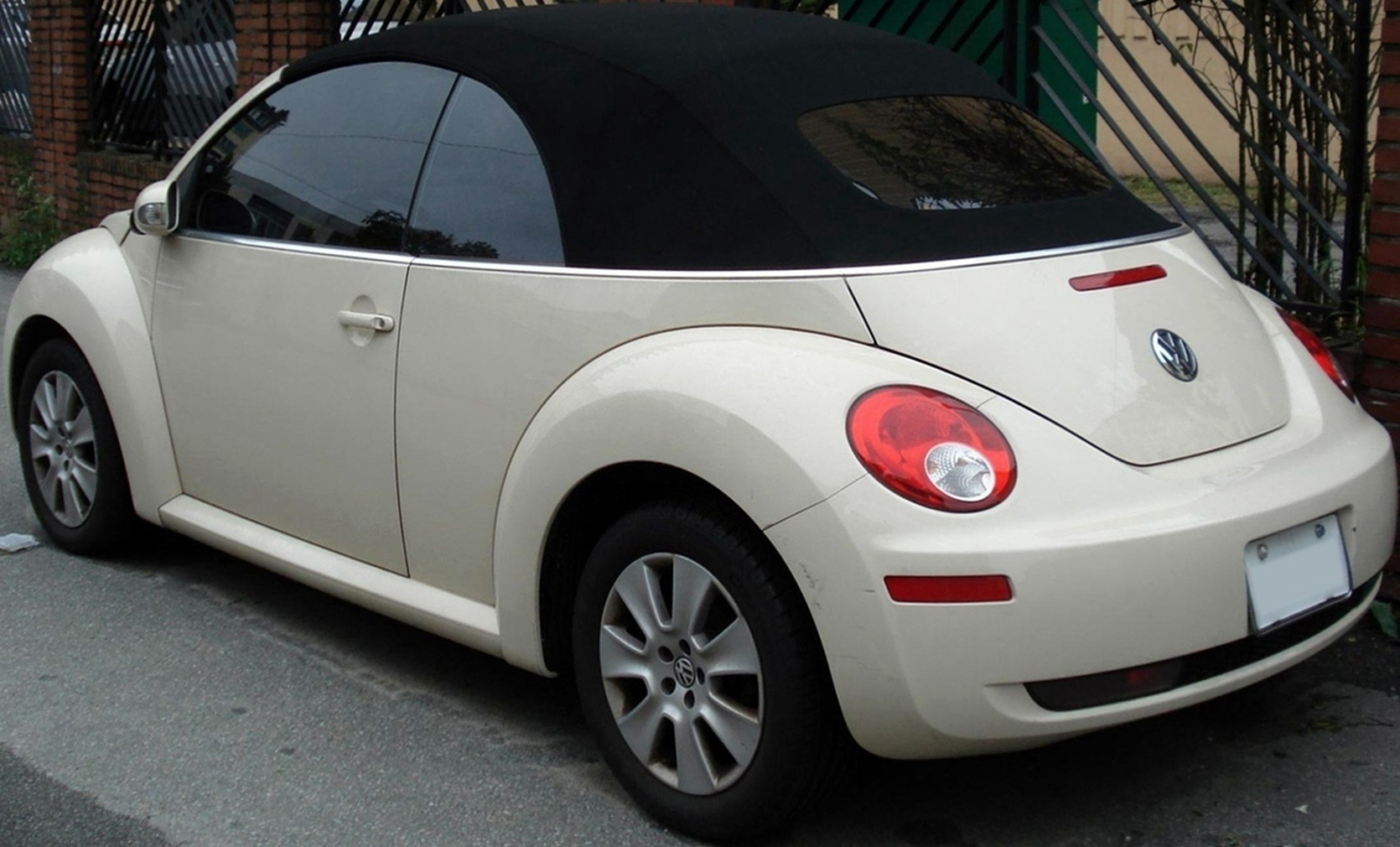
폭스바겐 뉴 비틀 카브리올레(후기형, 대한민국 사양) 후측면